# Phillyrea latifolia
Phillyrea latifolia, de nome comum aderno ou aderno-de-folhas-largas, é uma espécie vegetal da família Oleaceae.

## Descrição
É um arbusto de folha persistente que pode chegar a medir mais de 9 m. Os ramos têm uma cor esbranquiçada, sendo que os jovens estão cobertos de pelos. As folhas nascem com uma cor verde intensa na face superior e mais claras na face inferior. As folhas adultas apresentam uma margem serrada ou inteira, com forma oval e com nervuras laterais bem visíveis e algo salientes. As flores são pequenas, de cor branca esverdeada e nascem em ramalhetes axilares apertados. Possuem um cálice campaniforme, com quatro lóbulos triangulares. A corola possui quatro pétalas abertas em estrela. O fruto é uma drupa globosa do tamanho de uma ervilha, de cor negra, com uma ou duas sementes. Floresce na Primavera e os frutos amadurecem no Outono.

## Habitat
Ocorre em azinhais, em sobreirais e em carvalhais. Necessita de um clima suave, em que o Inverno não seja muito duro. Ocorre em solos siliciososou calcários. É uma espécie xerófila, mesotérmica.

## Distribuição
Na região mediterrânica, sul da Europa, noroeste de África e sudoeste da Ásia. Na Espanha, nas Baleares, e na metade meridional da Península Ibérica, ainda que por leste alcance a Catalunha, Aragão e partes dos Pirenéus e pelo norte a Cantábria e País Basco.

## Usos
Esta espécie é cultivada na região da Sicília, Itália e em Espanha devido ao seu fruto em forma de azeitona.

## Adernal
Na Mata Nacional do Bussaco em Portugal, localiza-se um habitat relíquial único: o adernal, cuja distribuição mundial se circunscreve aos escassos hectares existentes no Bussaco. Trata-se de uma combinação vegetal em que o aderno assume porte aéreo dominante.